# Nikkelijzer

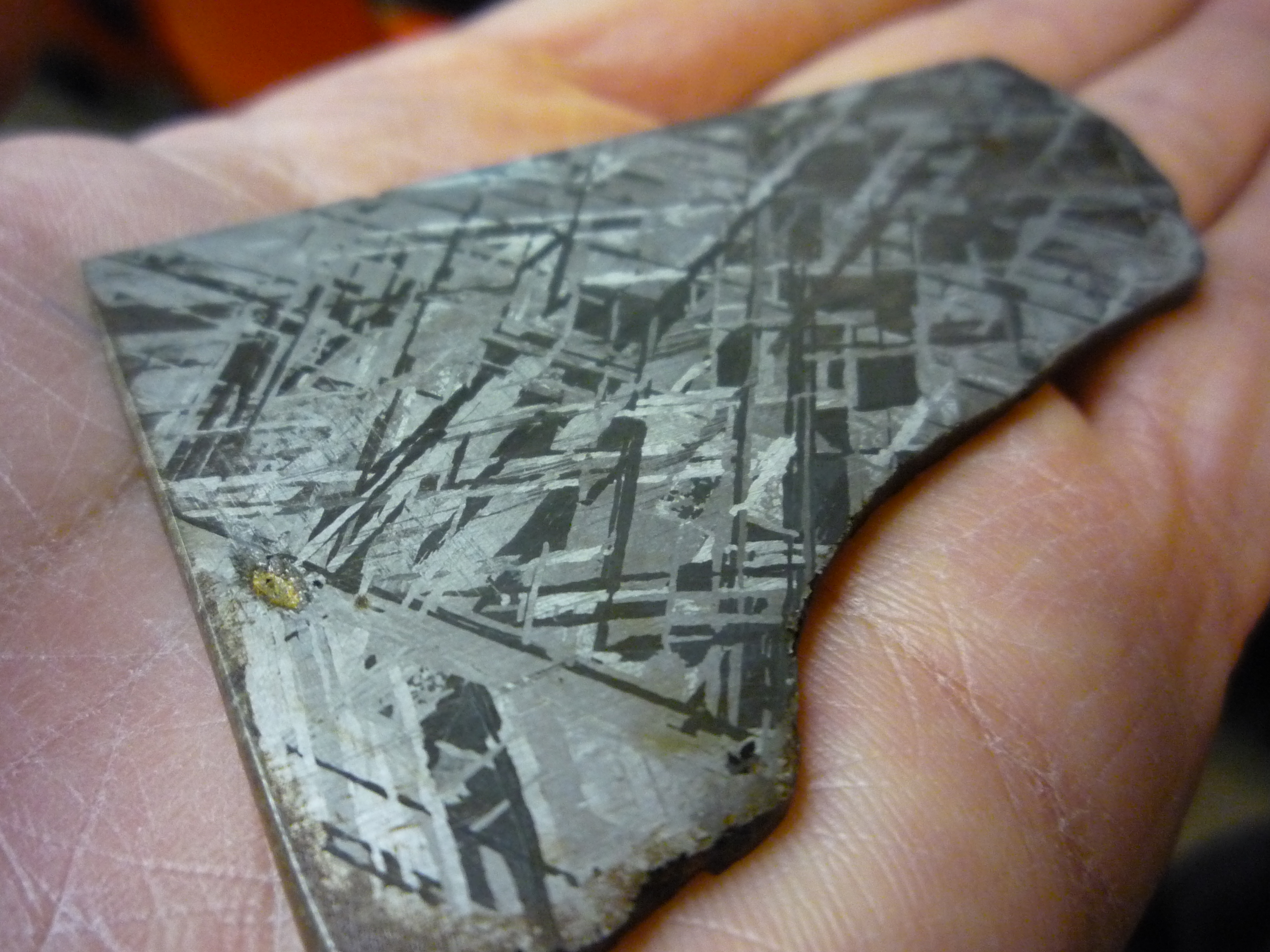
Widmanstättenstructuur, ontstaan door verschillende soorten nikkelijzer-mineralen kamaciet en taeniet.

Nikkelijzer is een natuurlijke legering die in het zonnestelsel veel voorkomt, bijvoorbeeld in planetoïden en meteorieten, maar ook in de kern van terrestrische planeten.
Nikkelijzer bestaat hoofdzakelijk uit ijzer met een bijmenging van andere metalen, waarbij nikkel het meest voorkomt. Het percentage nikkel varieert tussen 8 en 13%.
Nikkelijzer was de eerste substantie die tot vaste stof uitkristalliseerde toen, bij de vorming van het zonnestelsel, de accretieschijf rondom de Zon begon af te koelen.
Bij ca. 1800 kelvin begonnen zich korrels nikkelijzer te vormen. Pas toen het materiaal van de schijf tot vlak boven 1300 K was afgekoeld, begonnen zich ook vaste deeltjes van silicaten te vormen, en pas onder 273 K konden zich ijskristallen vormen.
Dit verklaart de uiteenlopende samenstelling van de verschillende planeten, waarbij bijvoorbeeld Mercurius een buitenproportioneel hoog aandeel aan (nikkel)ijzer heeft. Ook de aardkern bestaat uit nikkelijzer.
Het in meteorieten die aan het aardoppervlak gevonden zijn aangetroffen nikkelijzer wordt als mineraal ook wel aangeduid met de naam kamaciet. Dit mineraal heeft een metaalachtige glans, is grijs van kleur, heeft een dichtheid van ongeveer 8 gram per cm³ en een hardheid van 4 op de hardheidsschaal van Mohs. Een ander nikkelijzer-mineraal dat in meteorieten voorkomt is taeniet. 